# Time (Band)
Time war eine jugoslawische Rockgruppe, die 1971 von Dado Topić gegründet wurde, nachdem er seine vorherige Band Korni grupa verlassen hatte.

## Werdegang
Die Originalbesetzung bestand neben Topić aus Tihomir Pop Asanović (Orgel), Vedran Božić (Gitarre), Mario Mavrin (Bass), Ratko Divjak (Schlagzeug) und Brane Lambert Živković (Klavier und Flöte). Time spielte in häufig wechselnden Besetzungen und löste sich nach drei Alben und vielen Tourneen Ende 1977 auf, als Dado Topić seine Solokarriere startete. Erst 1998 und 2001 kam die Band wieder zusammen, um einige Livekonzerte zu spielen, und besteht bis heute als Trio fort.
Time spielten einen vom Jazz beeinflussten Progressive Rock. Während ihr erstes Album Hammondorgel, Klavier und Flöte dominierten, zeichnete sich der Nachfolger Time II einerseits durch einen härteren Sound aus, war andererseits aber auch von Balladen gekennzeichnet. Das dritte Album war wiederum stark vom Funk geprägt. Bekannte Titel waren unter anderem Da li znaš da te volim, Rock 'n' roll u Beogradu, Istina mašina.

## Diskografie
- 1972: Time (Jugoton, Wiederveröffentlichung 1993, Croatia Records)
- 1975: Time II
- 1976: Život u čizmama sa visokom petom
- 1996: Time & Dado Topić (Wiederveröffentlichung von Time und Time II, Raglas/PGP RTS)